# Aqualad (Kaldur'ahm)
Pour les articles homonymes, voir Aqualad, Aqualad (Garth) et Hyde.
Kaldur'ahm est l'un des deux super-héros fictifs qui utilisent le nom de code Aqualad dans les récits publiés par DC Comics. Le personnage a été créé par Brandon Vietti, Greg Weisman et Phil Bourassa pour la série téléviséeYoung Justice et est doublé par Khary Payton. Son nom est une référence au personnage de Calvin "Cal" Durham, l'ancien acolyte du super-vilain Black Manta qui avait été envoyé pour infiltrer Atlantis mais qui a finalement fait défection pour les Atlantes.
Kaldur'ahm a par la suite été adapté pour la continuité principale de DC par Geoff Johns et Ivan Reis, faisant ses débuts sous le nom de Jackson Hyde dans Brightest Day n°4 (août 2010).

## Apparitions dansYoung Justice
Dans la série animée La Ligue des justiciers : Nouvelle Génération (Young Justice) Aqualad a d'abord été vu comme le protégé d'Aquaman. Plus tard, il fut élu à l'unanimité par l'équipe pour être leur chef après leur première mission ensemble, comme il a été perçu comme ayant de bonnes aptitudes de leadership. Dans la deuxième saison de la série, il a découvert qu'il était en fait le fils de Black Manta. Parce que le personnage a été créé à l'origine pour la série d'animation, avant d'être introduit dans Brightest Day, il a une origine différente de sa contrepartie de la bande dessinée, dont le fait d'être un citoyen d'Atlantis qui a développé ses pouvoirs après un an d'études de la sorcellerie à Atlantis. Bien qu'il conserve encore son nom de naissance, Kaldur'ahm, il n'utilise pas l'alias Jackson Hyde créé pour la bande dessinée,. Il est dépeint comme le plus mature des membres du groupe. L'épisode "Temps mort" (saison 1, épisode 8) révèle que lui et son ami Garth avaient sauvé la vie d'Aquaman au cours d'une bataille avec Ocean Master. Aquaman a offert de prendre les deux adolescents comme ses protégés, mais Garth a choisi de rester à Atlantis et de continuer ses études en magie, alors que Kaldur décida de voyager avec Aquaman et de devenir Aqualad. Il a également eu un intérêt pour une fille du nom de Tula, qui s'est mise en couple avec Garth après le départ de Kaldur.
Dans la saison deux, intitulée Young Justice: Invasion, et qui se déroule cinq ans plus tard, Kaldur travaille comme espion infiltré auprès de Black Manta, pour que Nightwing découvre qui sont les alliés de la Lumière. Dans l'épisode "Les Profondeurs" (saison 2, épisode 7), Black Manta envoie Kaldur et ses hommes empêcher le lancement d'un satellite à Ferris Aircraft, où Nightwing et Kaldur falsifient la mort d'Artémis pour qu'elle puisse travailler en infiltration sous l'identité de Tigress. Dans "Obscur" (épisode 9), Aqualad, Tigress et une équipe de super-vilains traquent Impulse et Blue Beetle jusqu'au Mont Justice pour les capturer, ainsi que Beast Boy, et détruisent le Mont Justice avec une bombe. Il est plus tard révélé qu'il avait secrètement donné à Nightwing un dispositif de localisation. Dans "Avant l'Aube" (épisode 10), Miss Martian fait face et attaque mentalement Aqualad pour venger le supposé meurtre d'Artémis, mais tombe dans un état de culpabilité quand elle apprend sa véritable mission et celle d'Artémis. Artemis arrive et, choquée par ce que Miss Martian a fait, s'échappe avec un Aqualad catatonique. Artémis manipule Black Manta pour capturer Miss Martian et soigner l'esprit de Kaldur. Après la réussite de Miss Martian, Aqualad prétend rester catatonique pour empêcher Black Manta de la tuer et arranger son évasion. Plus tard, lors d'un sommet entre la Lumière (The Light), l'ambassadeur de The Reach  et Black Beetle, la couverture d'Artémis et d'Aqualad est révélée et Miss Martian, ayant pris l'apparence de Deathstroke, falsifie leurs décès. Par la suite, Aqualad révèle la trahison de la Lumière envers The Reach via un hologramme et Artémis, Miss Martian et lui-même dévoilent leur véritable jeu. Lors d'un important conflit entre la Lumière, le Reach et les forces rassemblées de la Young Justice, qui avait infiltré les hommes de la Lumière, Aqualad bat Black Manta. Peu de temps après, il a révélé qu'il a également vaincu seul Deathstroke. Il est à nouveau nommé chef de l'équipe par Nightwing qui les quitte à la suite de la mort de Wally au cours de la défaite de The Reach à la fin de la saison 2.

## Histoire éditoriale dans les comics
Une version différente du personnage a fait ses débuts dans Brightest Day n°4 (août 2010), qui a coïncidé avec l'apparition d'Aqualad dans la série animée La Ligue des justiciers : Nouvelle Génération (novembre 2010),. Un adolescent de Silver City, au Nouveau-Mexique, Jackson Hyde a appris avoir peur de l'eau par ses parents depuis qu'il est jeune. Ils ne veulent pas qu'il s'en approche parce que ses vrais parents seraient en mesure de le localiser, sans mentionner qu'il subit des changements physiques quand il touche l'eau. Jackson a gardé ce secret caché pendant des années, mentant à sa petite amie en lui disant qu'il a peur de la noyade, d'être incapable de nager et de ne rien savoir de ses mystérieux tatouages qu'il a depuis sa naissance. Aquaman est contacté par la suite par l'Entité qui lui dit de localiser Jackson avant un deuxième groupe non identifié, qui est supposé être Siren et son Escadron de la Mort,.
Jackson Hyde et sa petite amie Maria sont d'abord entraînés dans les événements de Brightest Day après avoir été témoins de l'activation de la Batterie des White Lanterns par Deadman, Hawk et Dove et qui avait atterri à Silver City, Nouveau-Mexique après les événements de Blackest Night. Alors que la Batterie commence à parler aux héros, les tatouages sur le bras droit de Jackson commencent à briller. Jackson est alors vu en dehors de sa maison pendant un orage, où il affiche ses capacités pour la première fois. Comme il commence à contrôler l'eau de la pluie, ses tatouages et ses yeux se mettent à briller. Au même moment, il est révélé qu'il possède des branchies et a les mains palmées. Il est également révélé que Black Manta est en fait son vrai père et que Mera a une sorte de connexion avec lui. Après avoir été témoin de Jackson sous la pluie, son père adoptif l'emmène dans un cottage en bord de mer. Il lui dit que Mera lui a confié Jackson, lui demandant de le tenir à l'écart de ses vrais parents. On lui a donné un coffre atlante devant être ouvert lorsque la vérité serait découverte. Avant que le coffre puisse être ouvert, Black Manta, avec Siren et son escadron de la Mort attaquent. Jackson (à l'aide de sa capacité à créer des constructions d'eau dure) défend son père adoptif mais ne peut pas arrêter le dard en forme de trident que Black Manta tire sur son père. Son père adoptif serait mort sans l'intervention d'Aquaman qui bloque et écrase le dard.
Aquaman met Jackson et son père adoptif en sécurité et tout leur est expliqué. Le coffre est ouvert, ce qui active une carte. À l'aide de la carte, ils découvrent un coffre scellé que seul Jackson peut ouvrir. Une fois celui-ci ouvert, Jackson visionne un enregistrement de Mera qui lui explique que son père et sa mère avaient été enlevés et torturés par les gens de Xebel (une colonie pénitentiaire extra-dimensionnelle atlante), alors qu'ils exploraient le Triangle des Bermudes, lieu où se trouve un passage vers la colonie. Le roi de Xebel avait ordonné que l'enfant, le premier "étranger" né ici depuis des siècles, servirait de cobaye pour des expériences pour servir de clé permettant de les libérer enfin de leur exil. Craignant pour la sécurité de l'enfant, Mera avait volé le bébé et l'avait amené dans le monde de la surface, où elle le confie par la suite à une famille d'accueil qui finit par l’élever. Elle révèle aussi son vrai nom, Kaldur'ahm. Une fois que l'enregistrement est terminé, Jackson découvre plusieurs objets que Mera avait laissé pour lui, notamment un uniforme de soldat de Xebel et une paire de "Porteurs d'Eau" (Water Bearers), des objets métalliques qui l'aident à contrôler ses pouvoirs de manipulation de l'eau.
Aquaman et Jackson se retrouvent finalement à Miami, en Floride, où Black Manta et Siren sont à la tête d'une armée de guerriers de Xebel pour une invasion à grande échelle. Jackson utilise avec succès ses Porteurs d'Eau pour créer des lames qu'il utilise pour combattre les troupes ennemies, et réussit même brièvement à tenir tête en duel à Siren. Après que Black Manta ai tranché la main droite d'Aquaman, Jackson attaque son père biologique et le réprimande pour s'être allié aux gens qui ont tué sa propre femme. Mais Black Manta se contente de jeter Jackson au sol et lui affirme froidement que sa mère et lui ne signifient rien pour lui. Alors que Black Manta est sur le point d'empaler son fils avec l'une de ses lames, Mera arrive avec Aquagirl qui sauve Jackson d'un coups de pied au visage de son père. Après l'utilisation de ses capacités bio-électriques pour cautériser la plaie d'Aquaman, Jackson et Mera sont capables de travailler ensemble pour sceller Black Manta, Siren et le reste des envahisseurs loin dans le Triangle des Bermudes. Alors que les héros célèbrent leur victoire, Jackson montre un début d'intérêt pour Aquagirl. Par la suite, Mera dit à Aquaman que Jackson veut continuer sa formation. Aquaman l'informe qu'il a déjà pris contact avec les Titans.
Après que Damian Wayne ait rejoint les Teen Titans, une vision de Jackson arrivant à la Tour des Titans et confrontant Superboy, Wonder Girl, Beast Boy et Kid Flash est présentée comme le point de départ d'un ensemble d'événements qui affectera toute l'équipe.
En septembre 2011, la Renaissance DC relance la continuité DC. Aqualad n'apparaît pas dans cette nouvelle chronologie. En mai 2016, DC Rebirth réajuste la continuité DC. Dans cette ligne temporelle, le personnage de Jackson Hyde est réintroduit comme un adolescent gay et a une apparence visuelle plus proche de sa contrepartie de Young Justice. Il est mentionné qu'il affiche un talent presque surhumain pour la natation. Aqualad rejoindra les Teen Titans après que l'équipe le rencontre lors de l'exploration de la Baie de San Francisco pour une mission.

## Pouvoirs et capacités
Jackson Hyde a démontré posséder la capacité de respirer sous l'eau ainsi qu'une résistance accrue. Il peut adapter sa vue pour voir dans l'obscurité des fonds océaniques. Il dispose de branchies sur les côtés de son cou lui permettant d'extraire l'oxygène de l'eau. Il semble également démontrer un pouvoir d'hydrokinésie, la capacité d'augmenter localement la densité de l'eau et de la manipuler sous différentes formes, tout comme Mera et d'autres citoyens de Xebel. Il obtient plus tard une paire de « Porteurs d'Eau », des armes qui lui permettent de concentrer son pouvoir, en créant des formes et des armes avec l'eau. En plus, il est capable de lancer de puissantes décharges d'électricité du bout de ses doigts, d'une manière similaire à celle d'une anguille électrique.

## Autres versions
- Une version d'Aqualad apparaît comme faisant partie de l'Ubernet dans les pages de Red Robin[19].
- Jackson Hyde apparaît comme Aqualad dans la bande dessinée préquelle à Injustice 2, où il accepte de représenter les océans et de rejoindre les efforts de Batman pour reconstruire le monde après la tyrannie de Superman. Cependant, il est révélé plus tard qu'il s'est allié avec Ra's Al Ghul et assassine le président après que Blue Beetle ait détruit accidentellement un certain nombre d'espèces en voie de disparition dans la réserve de Ra's[20].

## Dans les autres médias

### Télévision
- Aqualad est à l'origine un personnage principal de Young Justice et est mis en évidence tout au long de la série. Il est doublé par Khary Payton.
- Aqualad, la version de Young Justice, est apparue dans Teen Titans Go!. Il est doublé à nouveau par Khary Payton.

### Film
- Kaldur'ahm est vu aux côtés de Garth et Aquagirl dans la chronologie corrompue à la suite des événements de La Ligue des justiciers : Le Paradoxe Flashpoint. Ils se battent contre Deathstroke mais sont vaincus. Plus tard, il réapparait lors de la bataille finale contre les Amazones, mais est présumé mort.

### Jeux vidéo
- Aqualad apparaît comme personnage principal dans le jeu vidéo Young Justice: Legacy, qui se déroule entre les saisons une et deux de la série télévisée Young Justice. Khary Payton reprend son rôle.